# Beburos
Beburos é um anjo mencionado no Apocalipse Grego de Esdras, cujo nome foi revelado a Esdras como um dos nove anjos que governarão no fim do Mundo.
Os nove anjos mencionados são Miguel, Gabriel, Uriel,  Rafael, Gabutelão,  Aker, Arfugitono, Beburos, e Zebuleon. Beburos não é considerado um arcanjo e é uma figura não-canônica.